# Brêmes
Brêmes és un municipi francès situat al departament del Pas de Calais i a la regió dels Alts de França. L'any 2007 tenia 1.311 habitants.

## Demografia

### Població
El 2007 la població de fet de Brêmes era de 1.311 persones. Hi havia 492 famílies de les quals 92 eren unipersonals (24 homes vivint sols i 68 dones vivint soles), 144 parelles sense fills, 220 parelles amb fills i 36 famílies monoparentals amb fills.
La població ha evolucionat segons el següent gràfic:
Habitants censats

### Habitatges
El 2007 hi havia 526 habitatges, 496 eren l'habitatge principal de la família, 15 eren segones residències i 15 estaven desocupats. 515 eren cases i 8 eren apartaments. Dels 496 habitatges principals, 406 estaven ocupats pels seus propietaris, 82 estaven llogats i ocupats pels llogaters i 8 estaven cedits a títol gratuït; 2 tenien una cambra, 14 en tenien dues, 61 en tenien tres, 112 en tenien quatre i 307 en tenien cinc o més. 399 habitatges disposaven pel capbaix d'una plaça de pàrquing. A 195 habitatges hi havia un automòbil i a 251 n'hi havia dos o més.

### Piràmide de població
La piràmide de població per edats i sexe el 2009 era:
| Homes | Edats   | Dones |
| ----- | ------- | ----- |
| 0     | 95 o +  | 0     |
| 0     | 90 a 94 | 0     |
| 4     | 85 a 89 | 20    |
| 8     | 80 a 84 | 8     |
| 12    | 75 a 79 | 16    |
| 20    | 70 a 74 | 20    |
| 20    | 65 a 69 | 28    |
| 20    | 60 a 64 | 28    |
| 32    | 55 a 59 | 16    |
| 52    | 50 a 54 | 28    |
| 64    | 45 a 49 | 48    |
| 32    | 40 a 44 | 64    |
| 36    | 35 a 39 | 40    |
| 56    | 30 a 34 | 40    |
| 36    | 25 a 29 | 60    |
| 60    | 20 a 24 | 52    |
| 60    | 15 a 19 | 52    |
| 48    | 10 a 14 | 48    |
| 68    | 5 a 9   | 36    |
| 44    | 0 a 4   | 64    |

## Economia
El 2007 la població en edat de treballar era de 913 persones, 606 eren actives i 307 eren inactives. De les 606 persones actives 529 estaven ocupades (292 homes i 237 dones) i 77 estaven aturades (37 homes i 40 dones). De les 307 persones inactives 111 estaven jubilades, 94 estaven estudiant i 102 estaven classificades com a «altres inactius».

### Ingressos
El 2009 a Brêmes hi havia 497 unitats fiscals que integraven 1.334 persones, la mediana anual d'ingressos fiscals per persona era de 17.554 €.

### Activitats econòmiques
Dels 25 establiments que hi havia el 2007, 1 era d'una empresa de fabricació d'altres productes industrials, 6 d'empreses de construcció, 9 d'empreses de comerç i reparació d'automòbils, 3 d'empreses d'hostatgeria i restauració, 2 d'empreses immobiliàries, 1 d'una empresa de serveis, 2 d'entitats de l'administració pública i 1 d'una empresa classificada com a «altres activitats de serveis».
Dels 8 establiments de servei als particulars que hi havia el 2009, 1 era un taller de reparació d'automòbils i de material agrícola, 2 paletes, 2 lampisteries, 1 electricista, 1 perruqueria i 1 restaurant.
Dels 4 establiments comercials que hi havia el 2009, 2 eren botiges de menys de 120 m² i 2 botigues de material esportiu.
L'any 2000 a Brêmes hi havia 8 explotacions agrícoles que ocupaven un total de 520 hectàrees.

## Equipaments sanitaris i escolars
El 2009 hi havia una escola elemental.

## Poblacions més properes
El següent diagrama mostra les poblacions més properes.